# Gunskirchen
Gunskirchen è un comune austriaco di 5 853 abitanti nel distretto di Wels-Land, in Alta Austria; ha lo status di comune mercato (Marktgemeinde).
Dal dicembre del 1944 ai primi di maggio del 1945 vi fu attivo il campo di concentramento di Gunskirchen, o KZ Gunskirchen, uno dei quarantanove sottocampi del campo di concentramento di Mauthausen.
Dal 1947 vi si trova la sede di Rotax.